# Ершег
Ершег (угор. Őrségi Nemzeti Park) — національний парк в західній частині  Угорщини, в  Західно-Задунайському краї на території медьє  Ваш.
Площа парку — 44 тис. га. Парк Ершеґ — наймолодший з національних парків Угорщини, засновано 2002.

## Географія
Парк розташований у найзахіднішій точці Угорщини. Територія парку витягнута на південь від  Раби, безпосередньо примикає до кордонів  Австрії і  Словенії.
Найбільші міста поруч з парком — Кьорменд і Сентґоттхард.
Назва від імені історичної області Ершег, на території якої розташований парк. У Ершезі, прикордонному угорському районі, історично проживали охоронці прикордонних переходів (угор. Őrség — гвардія, варта), що сформували самобутню селянську культуру.
Понад 60% території парку займають незаймані ліси, переважно хвойні. У лісах Ершегу збереглися значні популяції диких звірів. Озера парку відомі кришталево-чистою водою. В Ершезі беруть початок річки  Зала і Керка, а також безліч невеличких приток Раби.
Охорони еталонів незайманої природи парку приділяється велика увага.

### Специфіка
У 18 селах, розташованих на території парку, зберігаються і відтворюються традиції, характерні для вартових-поселенців Ершегу. Оскільки місцеві жителі могли розраховувати тільки на себе і забезпечували себе самі, тут були розвинені найрізноманітніші ремесла — виготовлення дерев'яного посуду, інструментів, меблів, плетіння кошиків, а також бджільництво, збір і сушка грибів, приготування алкогольних напоїв. Найбільш розвинене гончарство, традиції якого збереглися до наших днів.
У невеликих поселеннях Ерісентпетер і Велемер збереглися старовинні готичні церкви. Церква у Велемері прикрашена настінними розписами 1378 року.
З 13 по 16 травня в Ершезі проходить фольклорне свято «Дні Цвітіння», на якому дають вистави фольклорні колективи і влаштовуються великі квіткові базари.
2007 на щорічному Європейському туристичному форумі Ершеґ став одним з переможців конкурсу «Найкращі місця подорожей».